# Opprobrium
Opprobrium est un groupe de death et thrash metal américain, originaire de Metairie, en Louisiane. À la sortie du premier album du groupe, le style death metal était encore relativement peu populaire. Entre autres particularités, Incubus jouait en trio, ce qui est rare dans son style de musique.
Dix ans après la sortie de son deuxième album, le groupe doit changer de nom pour son troisième album et devint Opprobrium. En effet, entre-temps, le nom Incubus avait été repris par un autre groupe (Incubus). Le label allemand Nuclear Blast, qui avait réédité les précédentes productions du groupe lui permet d’enregistrer Discerning Forces.

## Biographie
Le groupe est formé en 1986 par les frères Francis et Moyses Howard sous le nom d'Incubus. Natifs de Rio de Janeiro, les Howards immigrent vers La Nouvelle-Orléans et forment le groupe. L'incarnation originale du groupe comprend le bassiste et chanteur Scot Latour, et la démo du trio, Supernatural Death, publiée en 1987, les mènent à signer au label Brutal Records. Leur premier album, Serpent Temptation, est publié en 1988 ; cependant, LaTour quitte peu après le groupe, laissant Francis au chant. Incubus signe avec Nuclear Blast Records en 1990, et publie une suite, Beyond the Unknown ; avec Francis à la basse, Incubus recrute finalement Mark Lavenia comme bassiste à temps plein. 
En 1991, Incubus se sépare puis réapparait dix ans plus tard, en 1999, période durant laquelle ils doivent changer de nom pour éviter toute confusion avec le nouveau groupe de rock alternatif Incubus, originaire de Californie,. Ils publient leur album Discerning Forces chez Nuclear Blast Records en 2000. En mai 2008, Nuclear Blast annonce la réédition de leur album Discerning Forces, pour le 23 juin en Europe et le 5 août aux États-Unis (via MVD). En octobre 2008, le groupe signe au label Metal Mind Productions. Le 21 juillet 2009, le groupe annonce le retour du bassiste Scot W. Latour, après 20 ans d'absence.
En décembre 2015, le groupe réédite l'album Serpent Temptation.

## Style musical
Le groupe joue un death et thrash metal accompagné de paroles faisant références à la mort, la violence et occasionnellement à la chrétienté,,. Francis Howard et Scot Latour s'occupe des parties chorales de la chanson Stronger than Hate, la troisième piste de l'album Beneath the Remains de Sepultura. Francis Howard participe à deux chansons de Cannibal Corpse sur l'album Eaten Back to Life.

## Membres

### Membres actuels
- Moyses M. Howard - batterie (depuis 1999)
- Francis M. Howard - guitare, chant (depuis 1999)

### Anciens membres
- André Luiz - basse (1999-2000)
- Luiz Carlos - guitare (1999-2000)
- Scott W. Latour - basse, chant (2009-2011)

## Discographie
- 1987 : Supernatural Death (démo)
- 1989 : Serpent Tentation (réédité en CD en 1996, partiellement réenregistré avec des morceaux et une pochette différents)
- 1990 : Beyond the Unknown
- 1990 : Incubus (EP)
- 2000 : Discerning Forces
- 2008 : Mandatory Evac